# Jurgis Kriksčiunas
Jurgis Kriksčiunas (spolszczone wersje nazwiska: Kriksciunas lub Krikszczunas) pseudonim Rymvidas (ur. 1919, zm. 13 grudnia 1949 w Szlinokiemiach) – litewski partyzant podziemia antysowieckiego, kapitan, porucznik rezerwy armii litewskiej, w okresie powojennym jeden z najbardziej znanych partyzantów litewskiego podziemia na terenie Suwalszczyzny.  
Student medycyny. Od 1945 członek litewskiego podziemia niepodległościowego, żołnierz partyzanckiego okręgu Dajnawa-Jaćwież. Oficer informacji, odpowiedzialny za przekazywanie informacji na temat prześladowań stalinowskich z Litwy na Zachód. Do Polski przybył 1946, jako emisariusz litewskiego podziemia w celu zorganizowania łączności z przedstawicielami francuskiej i amerykańskiej ambasady. 24 grudnia 1946 w Wojciuliszkach jako przedstawiciel strony litewskiej uczestniczył w zawarciu umowy na temat terenu operowania oddziałów litewskich na ziemi polskiej, zawartej z  przedstawicielem komendy WIN obwodu augustowsko-suwalskiego Michałem Kaszczykiem. Granice przekraczał jeszcze w 1947 i 1949. Działał na Suwalszczyźnie, gdzie w tamtym okresie mieszkało wielu Litwinów, u których mógł liczyć na wsparcie materialne. Przez pewien czas był członkiem polskiego oddziału partyzanckiego dowodzonego przez Jana Sadowskiego i Piotra Burdyna. W ostatnim okresie życia ukrywał się wraz z Vitasem Prabulisem w Szlinokiemiach. Kryjówka mieściła się w wykopanym w ziemi bunkrze w lasku sosnowym Józefa Jakimowicza, pomagała im także rodzina Prabulisa, Peronele Savickaite-Valinciene, Sigitas i Alfons Valinciusowie oraz rodzina Pauliukonisów.
Zginął w wyniku obławy Batalionu Szybkiego Reagowania z Białegostoku. Trzy pierścienie żołnierzy okrążyły lasek, w którym się ukrywał. Partyzantów zaskoczono w trakcie przygotowywania posiłku, zdesperowani zdecydowali się popełnić samobójstwo. Prabulis strzelił sobie w usta i zmarł na miejscu, Kriksčiunas zmarł w drodze do szpitala. Wszystkie osoby, które udzielały pomocy partyzantom, spotkały ciężkie represje w postaci więzienia, odebrania majątku i wysiedlenia.